# اللجنة المشتركة
اللجنة المشتركة (بالإنجليزية: Joint Commission)‏ هي منظمة غير ربحية مُعفاة من الضرائب وفق قانون 501 (c) ومقرها الولايات المتحدة. تعتمد اللجنة أكثر من 22,000 منظمة وبرنامج رعاية صحية أمريكية. ويعتمد الفرع الدولي من اللجنة، الخدمات الطبية في جميع أنحاء العالم. تعترف غالبية حكومات الولايات المتحدة باعتماد اللجنة المشتركة كشرط للترخيص لاستلام مدفوعات برنامج المعونة الطبية وبرنامج ميديكير.
يقع مقر اللجنة في ضاحية أوكبروك تراس بولاية إلينوي في إحدى ضواحي شيكاغو.

## التاريخ

### اللجنة الدولية المشتركة
تأسست اللجنة المشتركة الدولية (بالإنجليزية: Joint Commission International)‏ واختصارها JCI في عام 1998 كقسم في منظمة اللجنة المشتركة، وهي مؤسسة غير ربحية تعمل في مجالات الاعتماد الدولي والاستشارات والمنشورات والبرامج التعليمية. كما توسع اللجنة المشتركة الدولية انتشار اللجنة المشتركة في جميع أنحاء العالم من خلال المساعدة في تحسين جودة رعاية المرضى، ومساعدة منظمات الرعاية الصحية الدولية ووكالات الصحة العامة ووزارات الصحة وغيرها في تقييم وتحسين وإثبات جودة رعاية المرضى؛ وتعزيز سلامة المرضى في أكثر من 60 دولة. تسعى المستشفيات الدولية للحصول على الاعتماد لإثبات الجودة ، ويمكن اعتبار اعتماد اللجنة المشتركة الدولية ختم موافقة من قبل المسافرين الطبيين من الولايات المتحدة.